# Zeta Circini
Zeta Circini (ζ Cir, ζ Circini) é uma estrela na constelação de Circinus. Tem uma magnitude aparente visual de 6,09, sendo visível a olho nu apenas em excelentes condições de visualização. Com base em sua paralaxe medida pela sonda Gaia, está uma distância de aproximadamente 1 330 anos-luz (410 parsecs) da Terra.
Zeta Circini é uma estrela de classe B da sequência principal com um tipo espectral de B3 Vn, em que a notação 'n' indica que suas linhas de absorção estão largas e nebulosas devido a uma alta velocidade de rotação, de mais de 260 km/s. Sua massa já foi estimada em 5,5 e 7,6 vezes a massa solar, enquanto seu raio foi calculado em 3,8 vezes o raio solar. Sua atmosfera está brilhando com 1 000 vezes a luminosidade solar a uma temperatura efetiva de 16 800 K, o que lhe dá a coloração azul branca típica de estrelas de classe B.
Zeta Circini possui um campo magnético com intensidade de 106 ± 46 G. É levemente variável; dados da missão Hipparcos mostraram que sua magnitude aparente varia em 0,0046 ao longo de um período de 3,72 dias.